# Going Places (1938)
Going Places ist eine US-amerikanische Musicalkomödie aus dem Jahr 1938 von Ray Enright. Warner Bros. produzierte den Film, dessen Drehbuch nach Elementen des 1920 uraufgeführten Theaterstücks The Hottentot von Victor Maples und William Collier entstand.

## Handlung
Peter Mason arbeitet als Verkäufer in einem Sportartikelgeschäft. Seinem Chef, Mr. Frome, erklärt er, dass das Geschäft mehr Werbung brauche. Mr. Frome weist darauf hin, dass der Jockey Peter Randall als Werbeträger für das Geschäft engagiert sei, jedoch zurzeit in Australien weile. Peters Kollege Franklin Dexter macht den Vorschlag, dass Peter als Jockey auftrete, um das Geschäft bei einem Hindernisrennen in Maryland zu repräsentieren. Obwohl er nicht reiten kann, akzeptiert Peter den Vorschlag.
Im Hotel in Maryland macht Peter die Bekanntschaft von Ellen Parker und deren Tante Cora Withering sowie von den Pferdesportfans Maxie und Droopy. Die beiden Fans haben das Pferd Jeepers Creepers gesehen, ein unreitbares Pferd, das nur bei dem gleichnamigen Song zu bewegen ist. Sie wollen Wetten auf das Pferd abschließen, weil sie der Meinung sind, dass Peter das Pferd reiten kann. Peter wehrt ab und offenbart, dass er nicht wirklich reiten kann. Doch auf einem Fest der Witherings, zu dem er eingeladen wurde, landet Peter versehentlich in Jeeper Creepers Sattel und reitet ihn. Ellen ist beeindruckt, und Peter, mittlerweile in Ellen verliebt, willigt ein, beim Rennen ihr Pferd, „Lady Ellen“, zu reiten. Doch Maxie und Droopy zwingen Peter Jeeper Creepers zu reiten.
Für das Rennen soll der Pferdetrainer Gabe am Rande der Rennbahn eine Band den Song spielen lassen. Zwar verlässt Jeeper Creepers zwischendurch die Bahn, um bei der Band zu bleiben, doch Peter schafft es, das Rennen zu gewinnen. Frome richtet zum Dank die Hochzeit von Peter und Ellen aus. Nur Droopy ist unglücklich, weil er sein Geld auf ein anderes Pferd gesetzt hat.

## Kritik
Frank S. Nugent von der New York Times schrieb in seiner Kritik, der Film sei überraschend frisch und sympathisch.

## Auszeichnungen
1939 wurde der Song Jeepers Creepers, komponiert von Harry Warren (Melodie) und Johnny Mercer (Text), in der Kategorie Bester Song für den Oscar nominiert.

## Hintergrund
Der Film feierte am 31. Dezember 1938 seine Premiere.
Kleine Gastauftritte und Nebenrollen hatten Ward Bond, Dorothy Dandridge und die Sängerin Maxine Sullivan. Die Kostüme stammten von Howard Shoup, musikalischer Direktor war Leo Forbstein. Die Regieassistenz übernahm Jesse Hibbs.
Der oscarnominierte Song wurde ein Hit und in späteren Filmen immer wieder aufgenommen. So war er 1942 im Filmmusical Yankee Doodle Dandy von Michael Curtiz, 1975 in John Schlesingers Der Tag der Heuschrecke und 1978 in der Kriminalkomödie Der Schmalspurschnüffler von Neil Simon zu hören. 2001 entstand unter der Regie von Victor Salva der Horrorfilm Jeepers Creepers, an dessen Ende der Song gespielt wird.
Das Theaterstück wurde vorher schon drei Mal verfilmt. 1922 entstand ein Stummfilm mit dem Titel The Hottentot unter der Regie von James W. Horne. 1929 inszenierte Roy Del Ruth ein gleichnamiges Tonfilm-Remake. Schließlich drehte William C. McGann 1936 die Komödie Polo Joe.